# Église Saint-François-de-Sales d'Habère-Poche
L’église Saint-François-de-Sales est une église catholique française située à Habère-Poche, en Haute-Savoie. Elle est placée sous le patronage de saint François de Sales, évêque de Genève en résidence à Annecy, saint et docteur de l’Eglise catholique, figure de la Contre-Réforme en Savoie.

## Situation

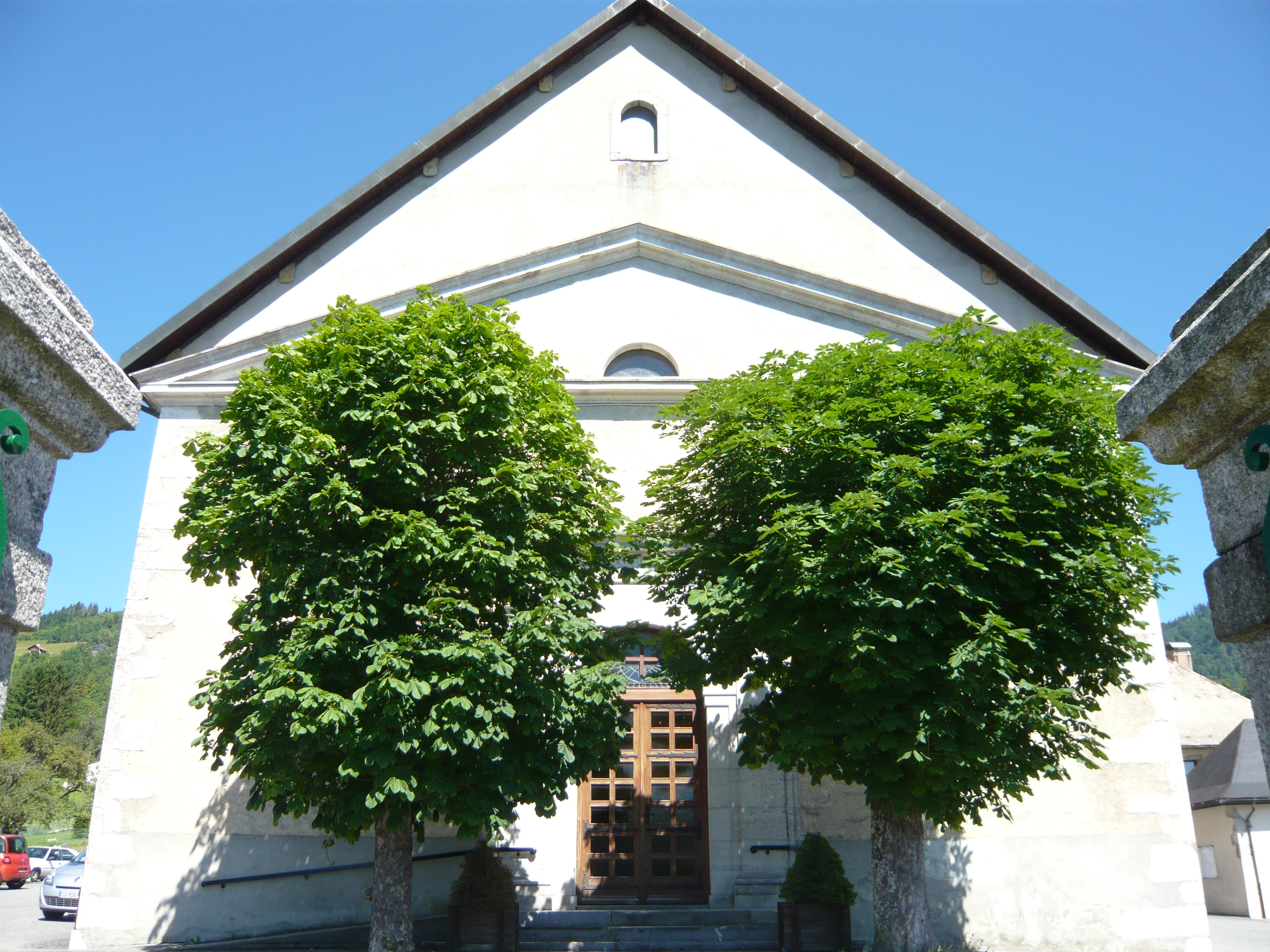
Façade ouest de l'église.

L’église Saint-François-de-Sales est située au numéro 3 de la « place de l’Eglise » à Habère-Poche, à l’est du cimetière.
Le monument aux morts, le presbytère, le cimetière, la bibliothèque et la mairie d’Habère-Poche sont également situés sur cette place.

## Historique

### Paroisse des Habères
Jusqu’en 1841, les villages d’Habère-Poche et d’Habère-Lullin formaient une même paroisse : les Habères, dépendante de l’Abbaye d’Aulps jusqu’en 1792. L’église paroissiale était alors l’église Saint-Pierre d’Habère-Lullin.
En 1781, après l’incendie qui avait endommagé la nef de l’église paroissiale, les Conseils des deux communes se réunissent, et malgré la volonté de celui d'Habère-Poche de se séparer de la paroisse des Habères les deux Conseils finissent par voter la réparation et l’agrandissement de l’église d’Habère-Lullin.
Au cours de la période révolutionnaire, le curé de la paroisse s’exile dans le Piémont ; mais des messes clandestines sont célébrées dans les deux villages.
Après cette période, le Conseil de la Commune d’Habère-Poche redemande une séparation de la paroisse des Habères. Leurs arguments pour la création d’une seconde paroisse étaient la grande étendue du territoire des Habères (plus de 20 km2) et la forte progression démographique qu’avait connue Habère-Poche (en 1822, Habère-Poche comptait 807 habitants contre seulement 495 pour Habère-Lullin). Cependant cette scission n’a pu avoir lieu du fait de l’opposition du curé de la paroisse, le révérend Gurliat.
Ce n’est que le 5 août 1841, après d’âpres débats, qu’est signée à Thonon (au Bureau de l’Intendance) la création de la paroisse d’Habère-Poche, par les syndics d’Habère-Lullin et d’Habère-Poche. La création est effective au 1er janvier 1842.

### De la construction à nos jours
Avant même cette séparation, en 1836, la construction d’un presbytère est lancée au centre d’Habère-Poche ; suivie en 1837, par le début du chantier d’une chapelle. En 1841, la chapelle devient paroissiale, est agrandie pour devenir une église et est placée sous l’invocation de François de Sales (vers 1595 celui-ci avait effectué une visite dans l’actuelle Vallée Verte). Ce bâtiment est construit dans le style néo-classique sarde,,.
En 1842 l’abbé Rey est nommé premier curé d’Habère-Poche. La construction de l’église se termine en 1848. Elle est consacrée par Mgr Louis Rendu, le 21 mai 1848.
C’est en 1854 que le clocher, dont la flèche s’élève à une quarantaine de mètres, est bâti. La construction d’un clocher était imposée dans le traité de séparation des paroisses. Mais la Commune d’Habère-Poche n’avait pas les moyens de payer sa construction. Le curé proposa donc de prendre à sa charge l’achat des pierres de taille ainsi que la main d’œuvre. La Commune accepta et imposa, dans une décision du 18 décembre 1853, trois corvées par habitant pour aider à la construction du clocher. D’après un projet d’étude daté de 1847, un clocher à bulbe était initialement prévu, projet semble-t-il abandonné faute de moyens.
Trois cloches fondues entre 1842 et 1856 sont installées en 1856 dans une chambre à cloches dont les baies en plein cintre sont munies d’abat-sons, non seulement pour diriger le son vers les maisons du bourg et des hameaux mais aussi pour protéger l'intérieur du clocher des intempéries. Elles s’y trouvent toujours depuis lors. L’horloge mécanique est installée la même année.
En 1884, les fenêtres du côté sud sont relevées d’une partie ouvrante en fer.
L’église et le presbytère ayant subi de nombreux dommages, un devis pour une réparation complète des deux bâtiments est dressé par l’architecte thononais Léon Pamart en 1889. Pour payer ces réparations, la Commune d’Habère-Poche emprunte 4 195 francs à la Caisse des Dépôts en remboursement sur dix ans (avec 42 francs d’intérêt). D’après le vicaire général du diocèse, ces réparations étaient « urgentes ». Elles sont donc ordonnées fin 1889 et se déroulent l’année suivante.

#### XXeetXXIesiècles
Au cours du XXe siècle, en plus de réparations, quelques modifications intérieures sont amenées à l’église. En 1926, la toiture sud et une partie de la toiture nord sont refaites. En 1966, la chaire et le maitre-autel sont démontés et supprimés, l’église est repeinte uniformément en blanc, cachant ainsi les peintures. Un orgue de chœur est installé entre 1989 et 1991. En 1992 a eu lieu la dernière grande réparation en date, celle des toitures : une couverture en cuivre est installée. Les peintures des murs et des voutes sont restaurées entre 1993 et 1996.
De nos jours, l’église Saint-François-de-Sales d’Habère-Poche fait partie de la paroisse de la Visitation en Vallée Verte, dont le siège est à Boëge. Des manifestations musicales sont régulièrement organisées dans l’église : des concerts d’orgue, des concerts de petits ensembles ou encore des chorales. Le Capriccio français y a aussi organisé un concert estival annuel de 1999 à 2014.

## Description

### Le bâtiment

#### L'extérieur
L’église de style néo-classique est orientée d’est en ouest. L’entrée principale, encadrée par deux colonnes à chapiteaux doriques et surmontée par un tympan, se trouve à l’ouest.
Cependant, l’entrée « habituelle » est une entrée secondaire située au sud.
Le clocher, de base carrée, est situé dans le prolongement de l’église, à l’est. Sa flèche à huit pans, est surmontée par un globe, une croix en métal et un coq-girouette (appelé « cochet »). C’est le plus haut clocher de la Vallée Verte.

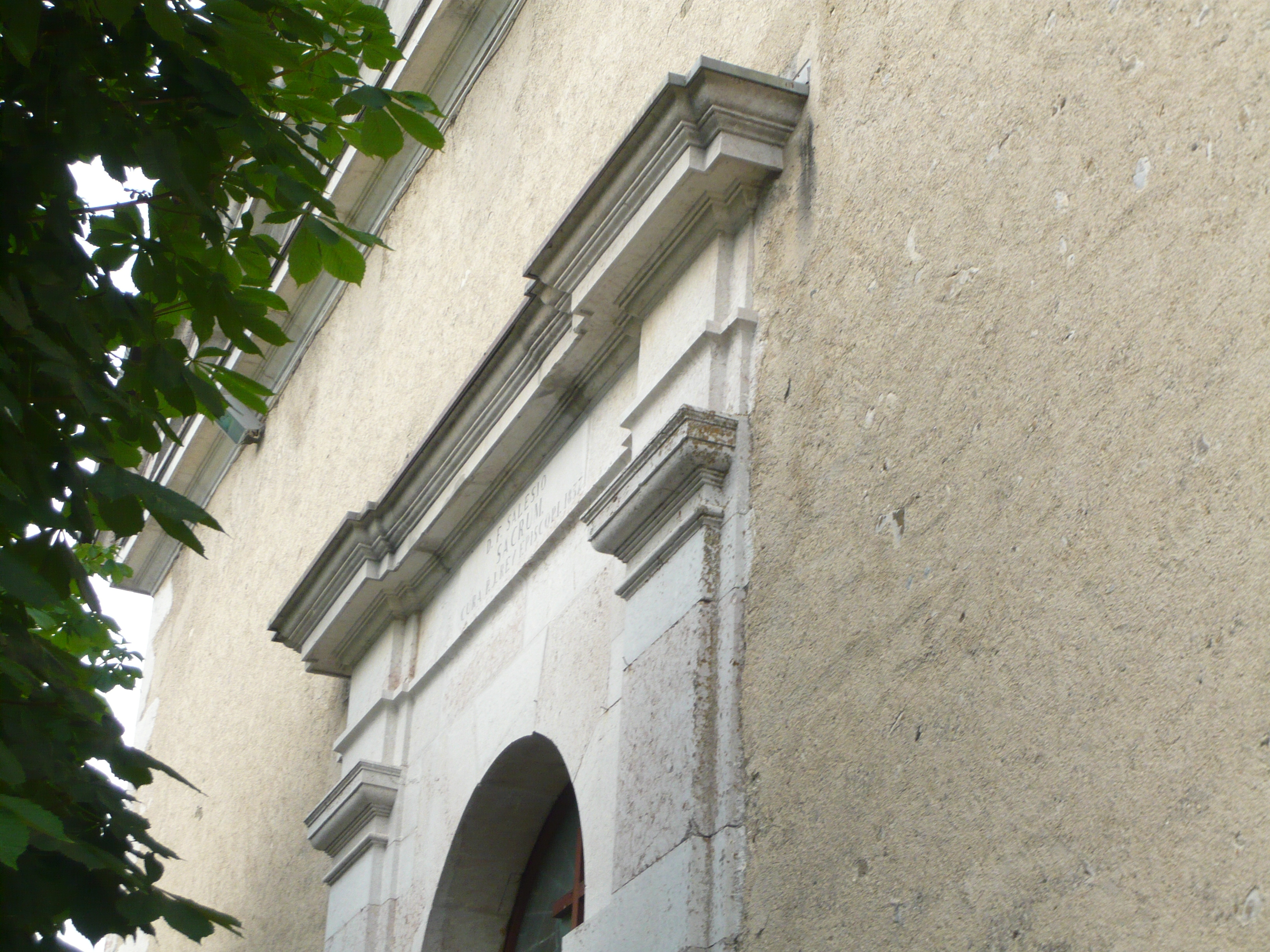
L'entrée principale.
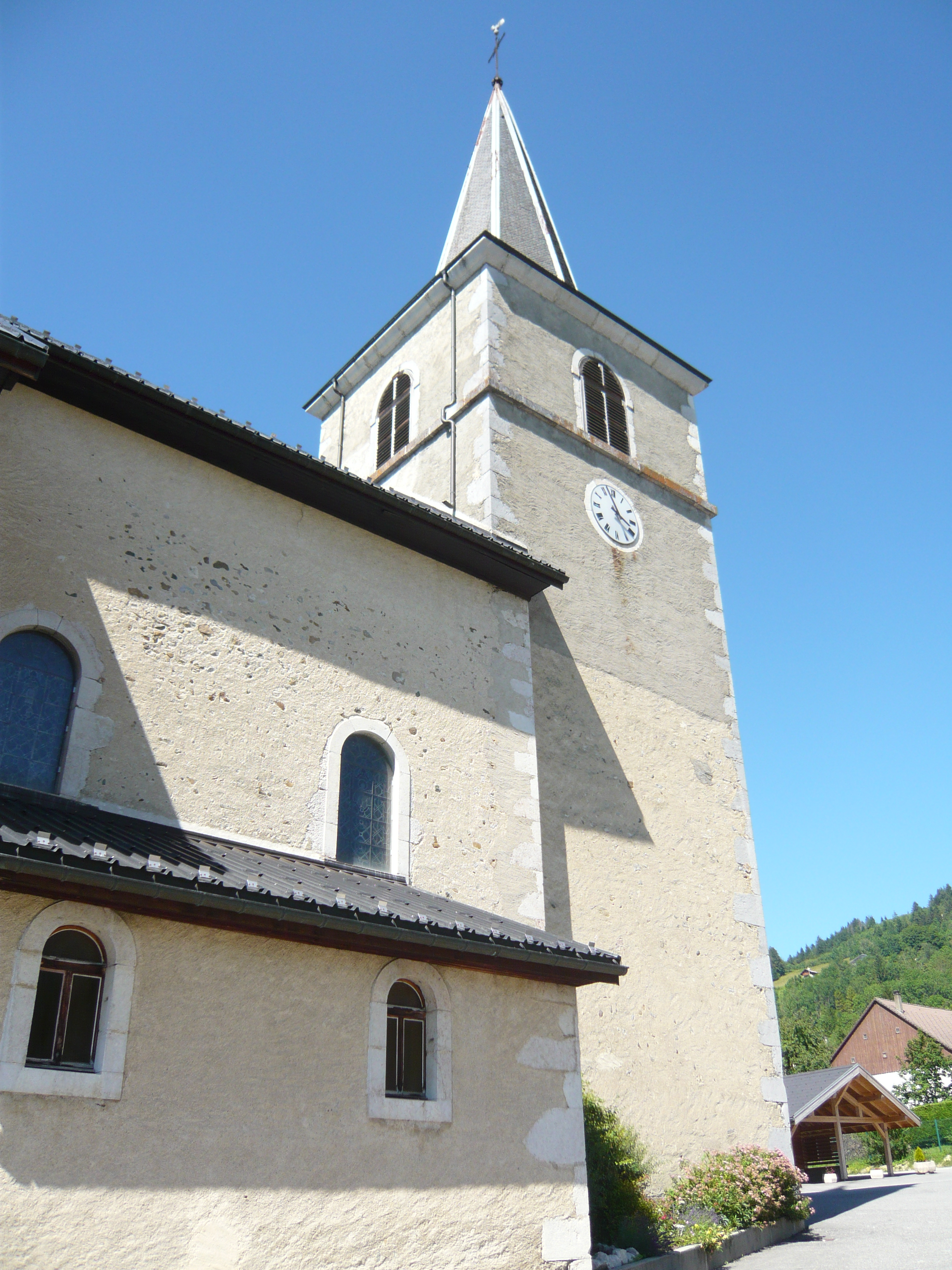
Le clocher vu depuis le côté sud.

#### L'intérieur

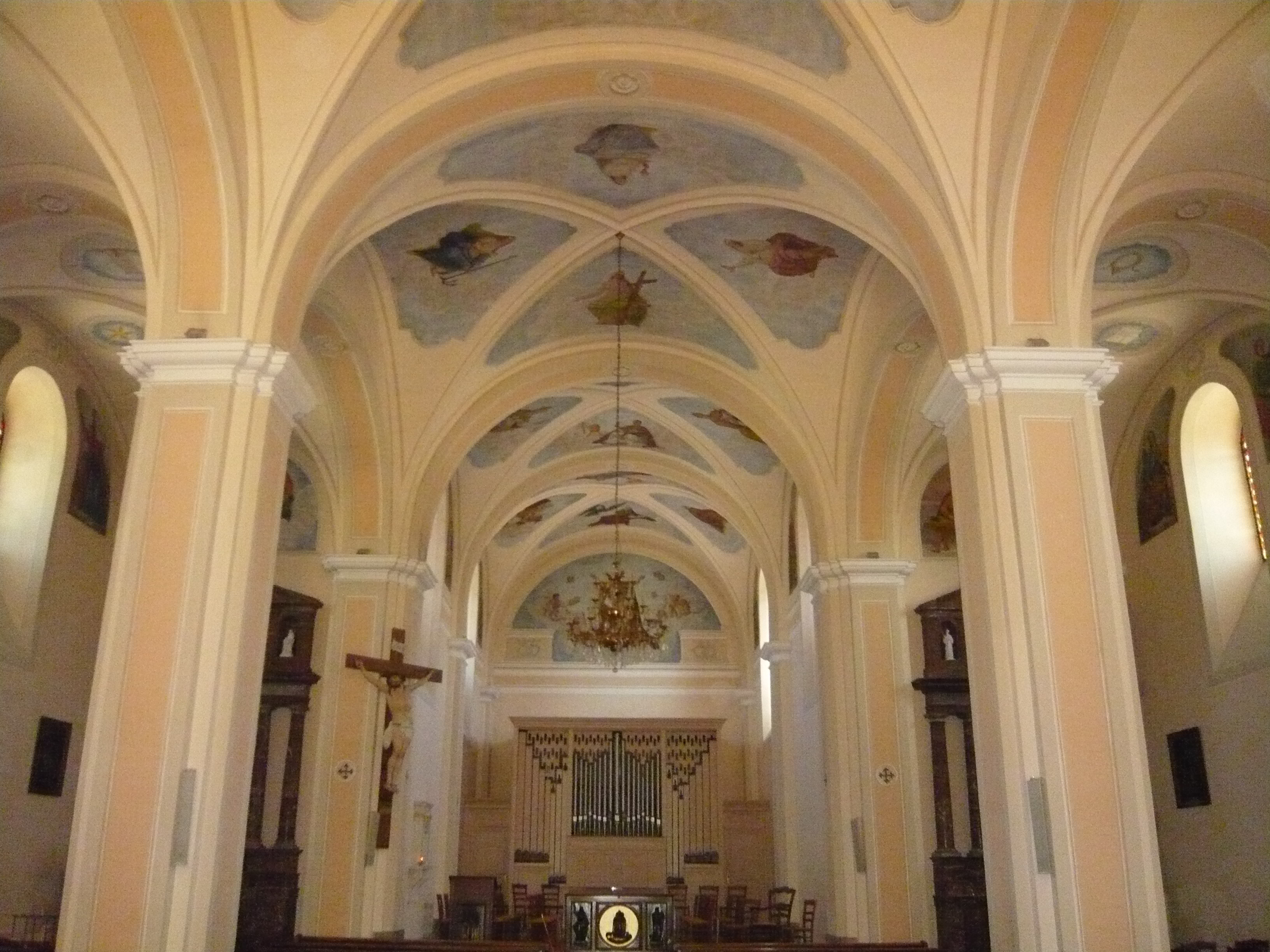
Intérieur de l'église.

L’église n’a pas de transept. La nef débouche directement sur le chœur à chevet plat aveugle auquel l'orgue est adossé. En regardant celui-ci, il y a, à gauche, un autel dédié à la Vierge Marie et à droite, un autel dédié à saint Joseph. De nombreuses peintures sont disposées sur les murs et les voutes. Un orgue se trouve au fond du chœur. Des vitraux de la fin du XIXe siècle sont installés sur les fenêtres de la nef.
Le clocher est composé de six niveaux. Les quatre premiers niveaux abritent actuellement toutes sortes d'objets qui ne sont plus utilisés pour le culte. Ils sont reliés par des échelles de meuniers (escaliers en bois, raides, parfois sans main courante). Le cinquième niveau est celui des deux cadrans : un au sud et un à l'est. Initialement, l’horloge mécanique installée en 1856, les pilotait et sonnait également chaque quart d'heure sur les cloches.
Ce système nécessitait une grande attention car il devait être régulièrement remonté. C'était le travail des sonneurs de cloches, les sonneries étant actionnées manuellement.
Depuis le milieu du XXe siècle, ce système n’est plus utilisé : les cloches sont pilotées par un boîtier situé en sacristie.

### Les peintures
Des fresques murales sont installées dans le chœur, elles représentent les apôtres et, à l’est, saint François de Sales en posture d’accueil des fidèles. Des fresques sont également installées sur les voutes du chœur et du vaisseau central. Sont représentés sur les voutes (de l’est vers l’ouest) : les Évangélistes, les docteurs de l’Église, les vertus théologales, les vertus cardinales et enfin des symboles de l’Ancien Testament.
La majorité de ces peintures a été réalisée par Jean Ferraris et Casimir Vicario, en 1848. Après avoir été restaurées en 1922 par Charles Mantilleri, elles sont badigeonnées de blanc en 1966. Les fresques ont été entièrement découvertes et rénovées entre 1993 et 1996, sous la direction de Théo Hermanes. Cette rénovation a été intégralement supportée par la paroisse de l’époque, grâce à des dons de particuliers.

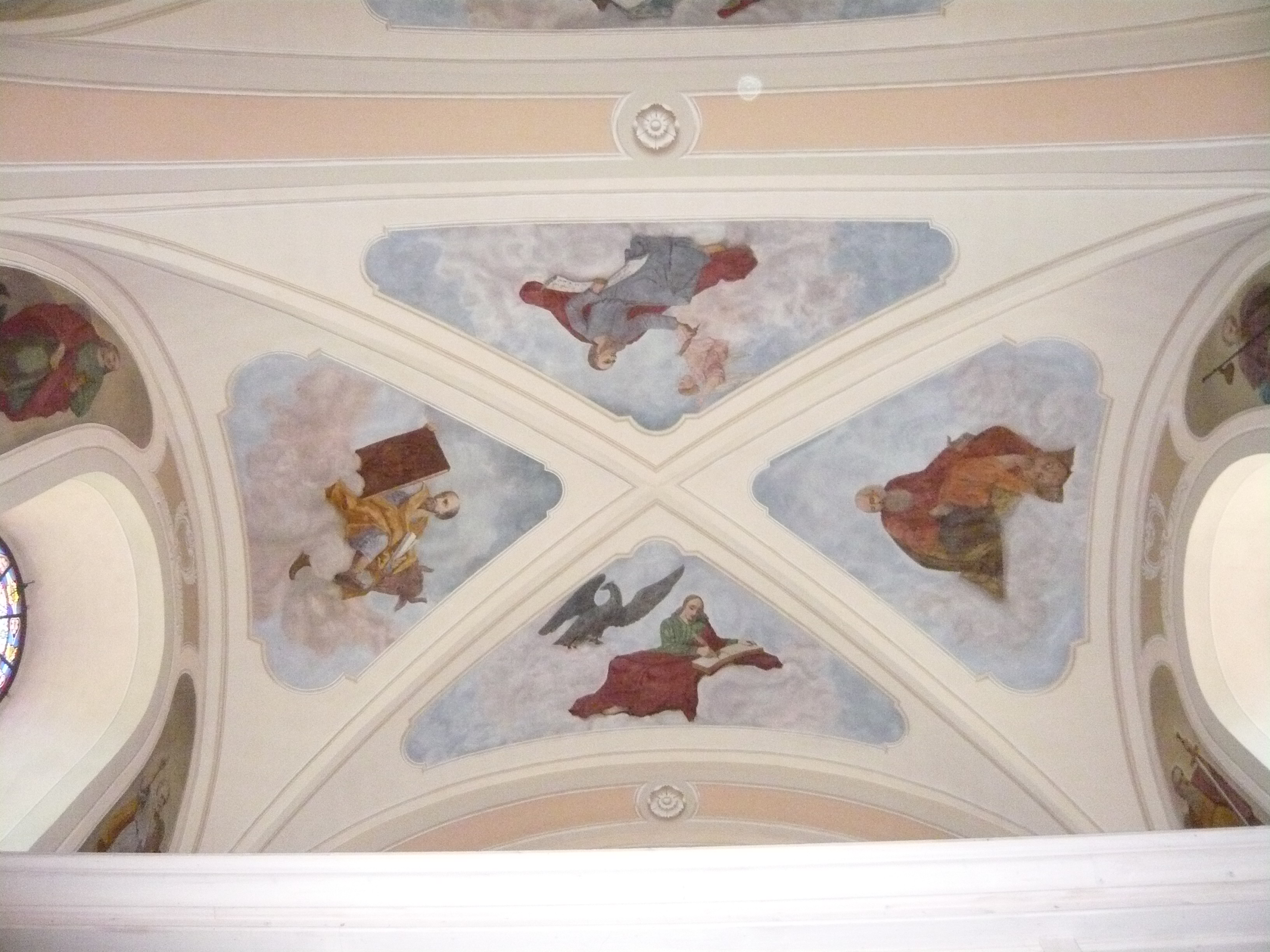
Les Évangélistes.
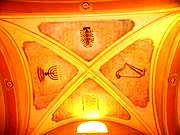
Les symboles de l'Ancien Testament.

Il est également à noter la présence d’un portrait en pied de François de Sales au-dessus de la porte principale et d’un chemin de croix peint sur tableaux de bois.

### L'orgue
L’orgue se trouvant dans le chœur est un orgue mécanique à deux claviers de 56 notes, un pédalier de trente notes et treize jeux. Il s’agit d’un instrument acheté d’occasion chez un particulier du Pays de Gex. Après quelques transformations des mécaniques du pédalier et du positif (afin de l’adapter au chœur de l’église), il est tout d’abord installé sans buffet en 1989 par les facteurs lyonnais René Micolle et Georges Valentin. Ce n’est qu’en 1991 qu’est installé le buffet, réalisé par des artisans locaux bénévoles sur des plans de Georges Valentin. Ce buffet a été peint en 1995 en beige, pour s’accorder aux tons du chœur. Et malgré une bonne protection de l’instrument, un nettoyage complet réalisé par René Micolle et Georges Valentin a eu lieu à la fin des années 1990.
| I Positif C–g4 |      |
| Bourdon        | 8’   |
| Flûte douce    | 4’   |
| Sesquialtera   | 2 Rg |
| Quarte         | 2’   |
| Trompette      | 8’   |

| II Grand Orgue C–g4 |      |
| Prestant            | 4’   |
| Montre              | 8’   |
| Plein Jeu           | 3 Rg |
| Doublette           | 2’   |
| Regale              | 8′   |

| Pédalier C–f3 |     |
| Soubasse      | 16’ |
| Bombarde      | 16’ |
| Bourdon       | 8′  |

| Accouplements |
| I/II          |
| P/I           |
| P/II          |

### Les cloches
Les cloches sont au nombre de trois. Elles sont supportées par un beffroi en bois daté de 1855 et signé « Sautier J et F ». La première cloche, « bourdon » de la vallée, a été fondue en 1842, année de création de la paroisse. Elle sera très vite rejointe en 1845, par une seconde cloche deux fois plus petite. Ces deux cloches seront installées près de l'église sur une charpente provisoire en bois. En 1856, alors que le clocher est livré, une dernière cloche est fondue et rejoint ses grandes sœurs.
Contrairement à celles-ci, elle n'est pas au centre de sa travée mais à l'extrémité est. La paroisse envisageait donc très certainement l'ajout d'une quatrième cloche, comme préconisé par l'Intendant général d'Annecy, mais elle n'a jamais été à l'ordre du jour.
| N° | Nom                  | Fondeur(s)     | Année | Masse (kg) | Diamètre (cm) | Note         |
| -- | -------------------- | -------------- | ----- | ---------- | ------------- | ------------ |
| 1  | St François de Sales | Frères Paccard | 1842  | 1 900      | 148,5         | Do 3         |
| 2  | Marie                | Frères Paccard | 1845  | 1 000      | 118,6         | Mi 3         |
| 3  | Immaculée Conception | Frères Paccard | 1856  | 530        | 97,5          | Sol Dièse 3. |

| N° | Retranscriptions des inscriptions | Photo |
| -- | --- | ----- |
| 1  | Parrain : Rd A. Rey, premier curé d'Habère-Poche du 1er janvier ; marraine : J.A. Rechevet, Vve Vaudaux. Jordan Meille, syndic ; J. Pomet, P.F. Mamet, F. Marlin, J. Vaudaux, F. Meynand, J.J. Ducroz, J.B. Deremble, conseillers. Bienfaiteur Habère-Poche n'oublie pas que tu es paroisse par la protection de Mgr Rey, par les grands sacrements de tes pairs, par la fermeté soutenue du chapelain et du conseil d'alors. Faite à Quintal, près d'Annecy, l'an 1842 par les frères Paccard À toi, seul Dieu, honneur et gloire. Saint François patron, accordez-nous, de grâce, résistance et protection. |       |
| 2  | Parrain : Jean-François Depirre, négociant ; marraine : Philippine Ducroz. E. Marlin, syndic ; Jordan Marlin, secrétaire ; J. Martin, vice-syndic ; Mamet, J.J. Ducroz, N. Jacquemard, E. Vaudaux, M. Baux, M. Deremble, conseillers. Avec le bon accord on peut tout, j'en suis la fille, soyez toujours mes enfants. Rey, curé J.-Fr. Genoud, J.D. Clerc et bienfaiteurs Agréez, Ô Marie, ce présent. 1845 Faite à Quintal, près d'Annecy, par les frères Paccard. |       |
| 3  | Baltazard Jordan, syndic, parrain ; Françoise Mamet, sa femme, marraine. Joseph Vaudaux et François Mermillod, conseillers. Rd Rey, curé. Faite à Quintal, près d'Annecy, l'an 1856 par les frères Paccard Rappel de l'Immaculée Conception. |       |

## Galerie de photos

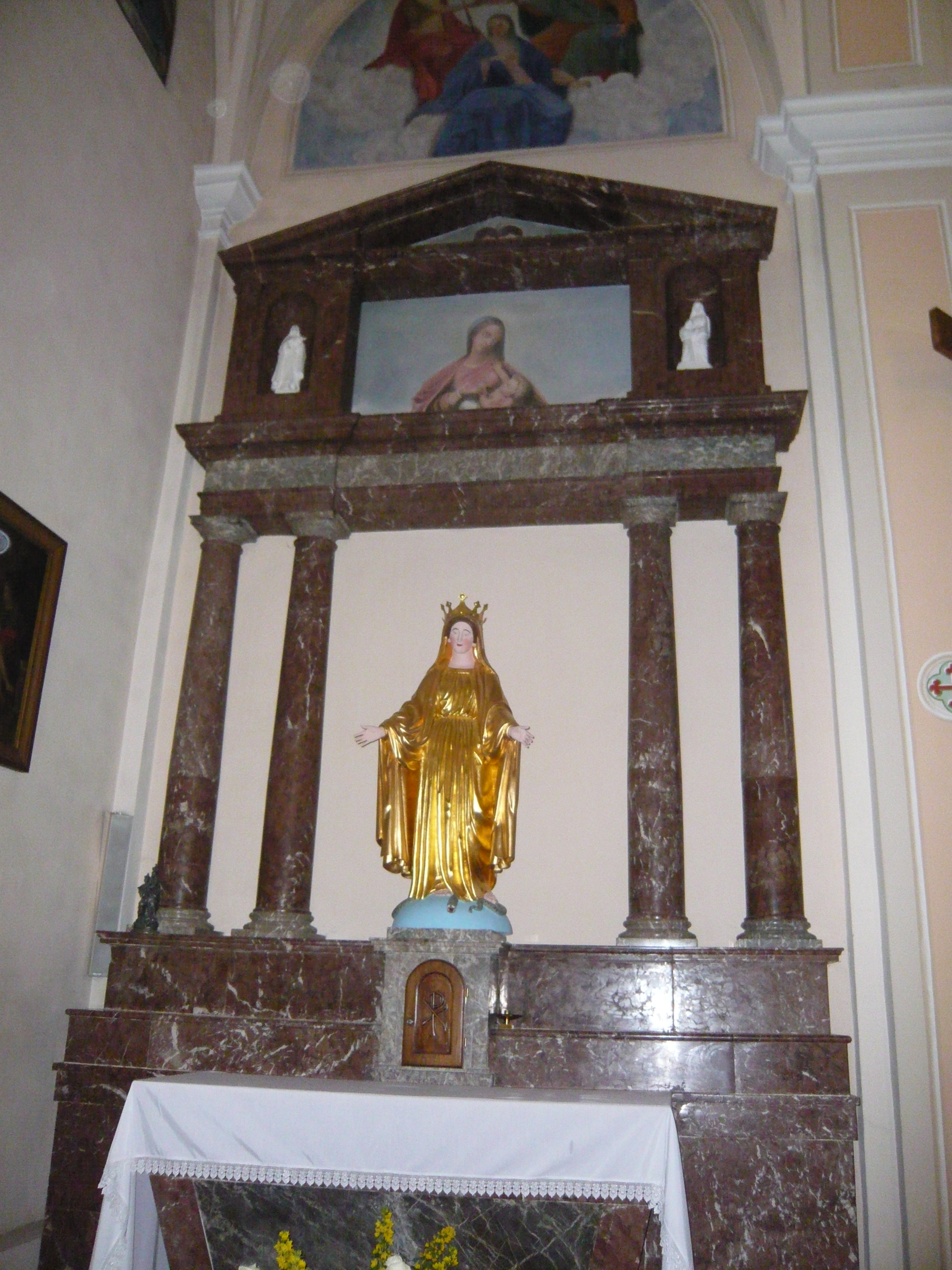
Autel à la Vierge.
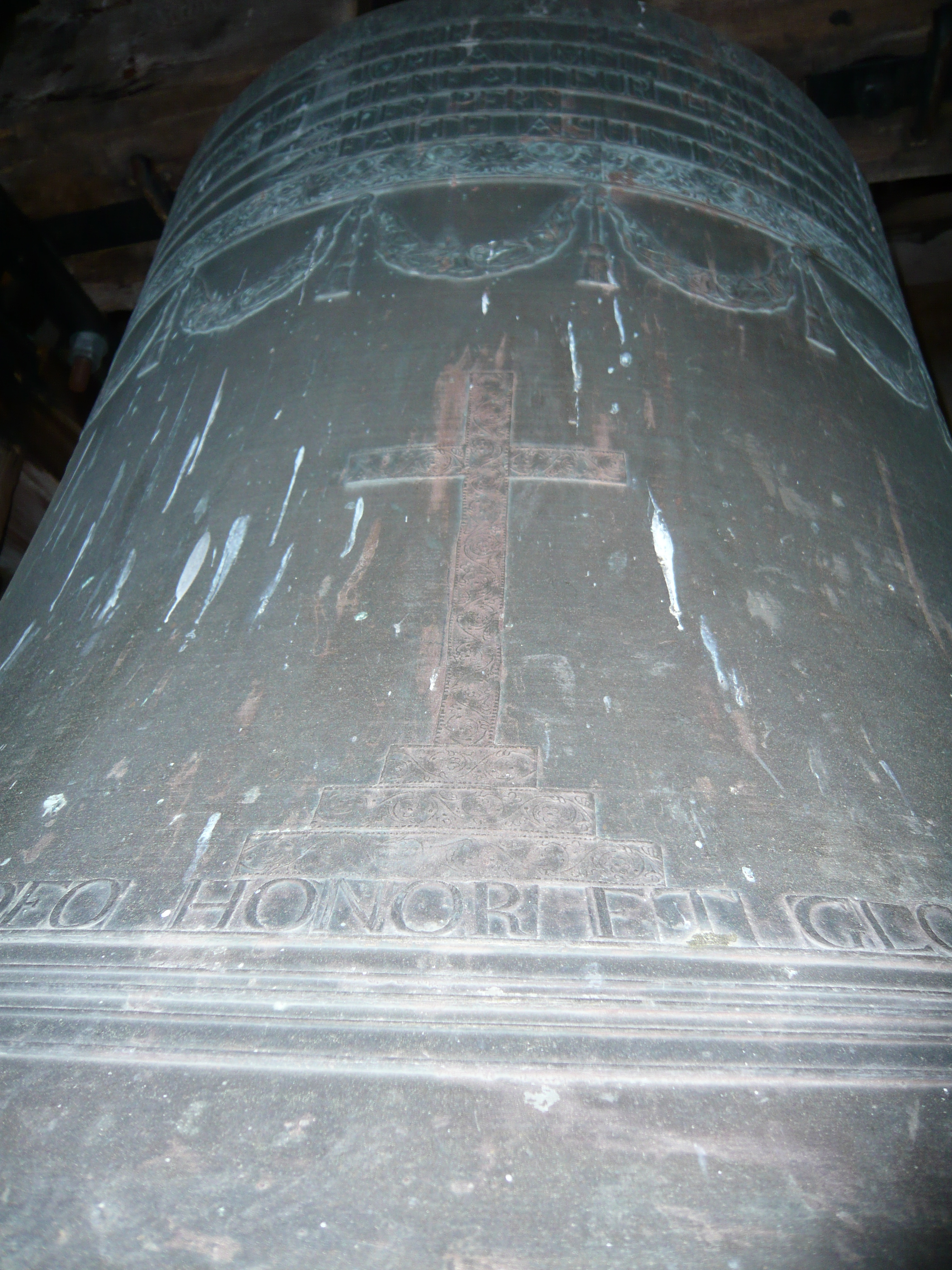
Détail de la cloche St François.
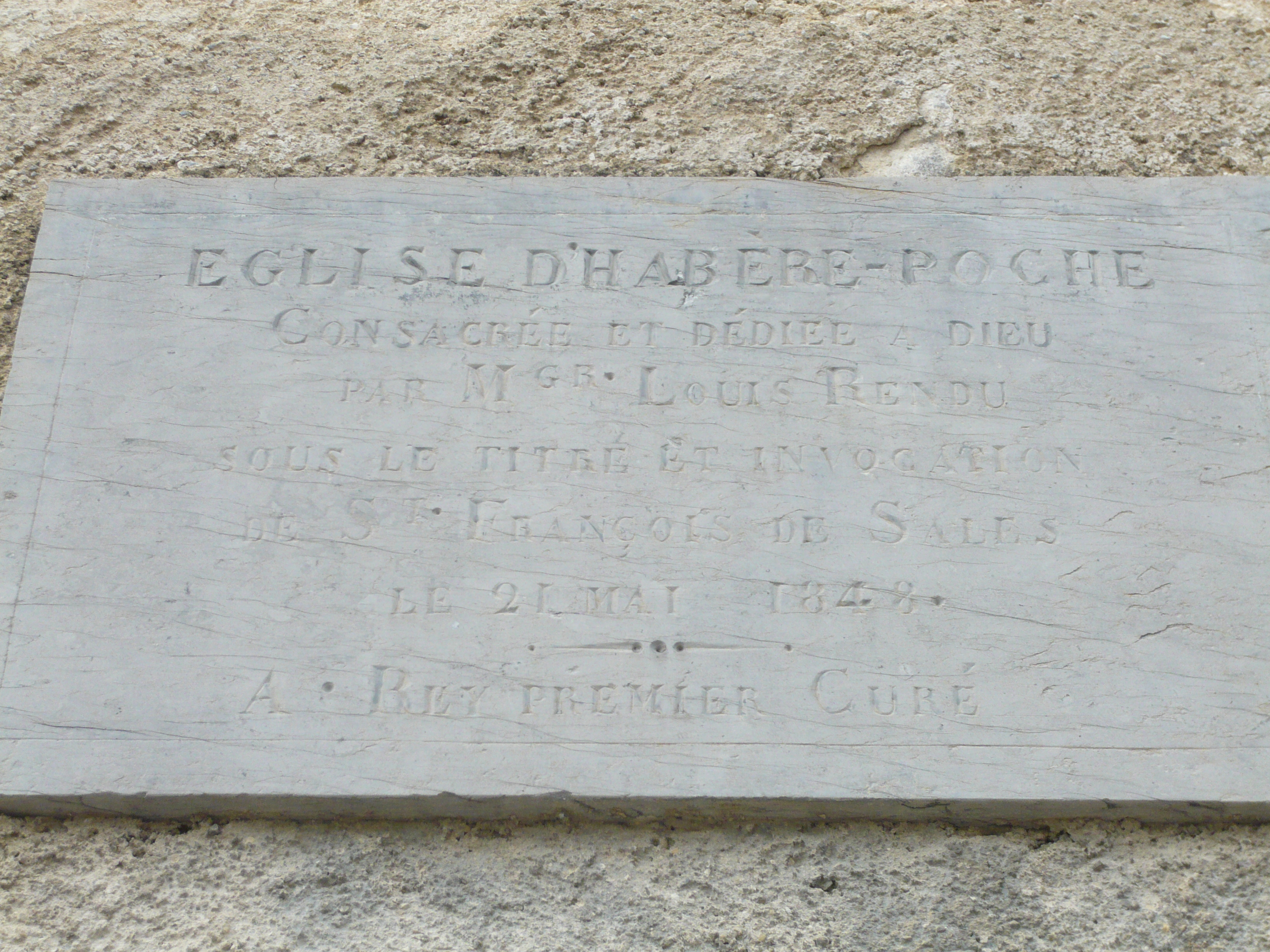
Plaque se trouvant à droite de la porte « habituelle » .
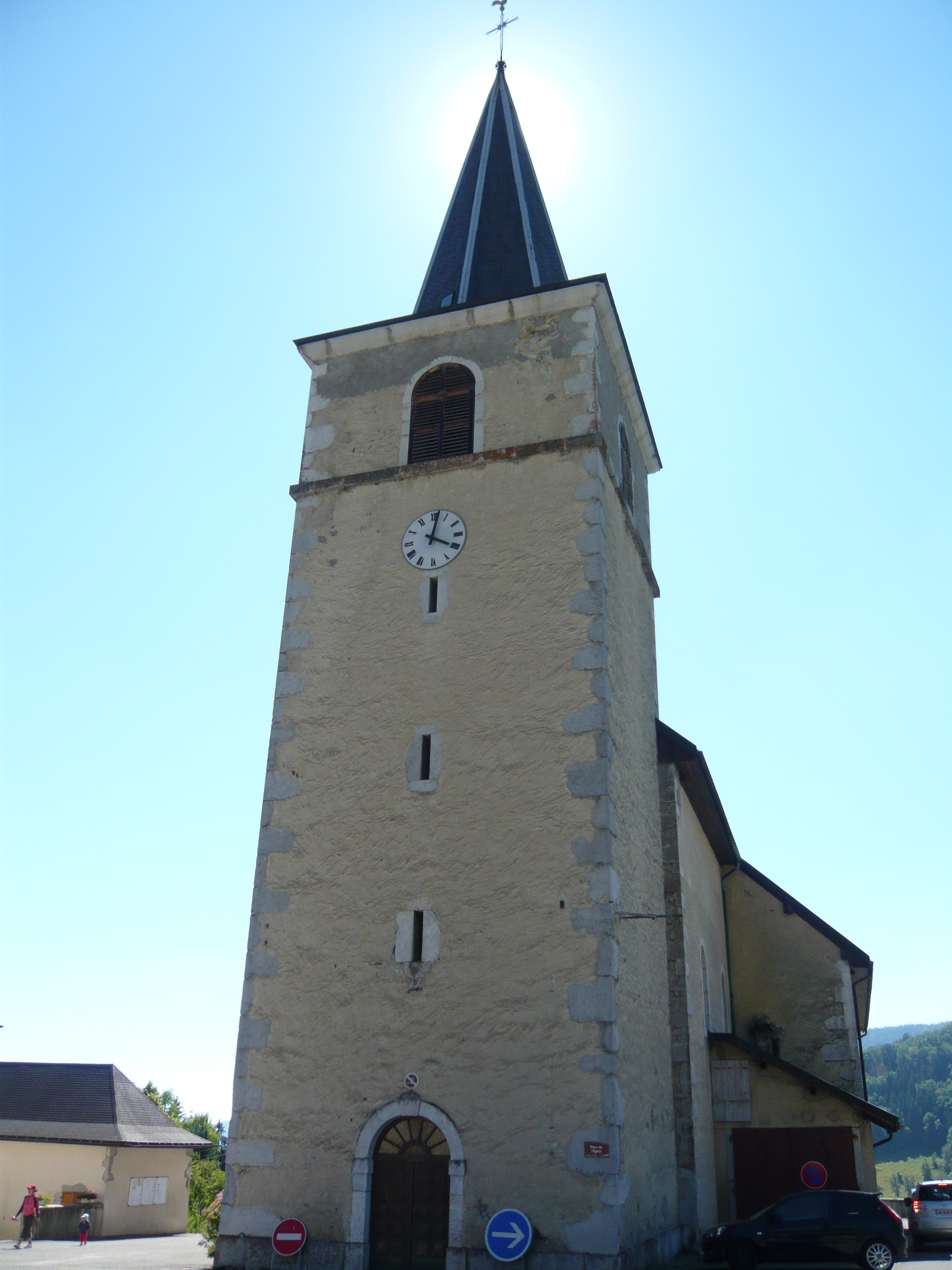
Clocher, vu depuis la face est.
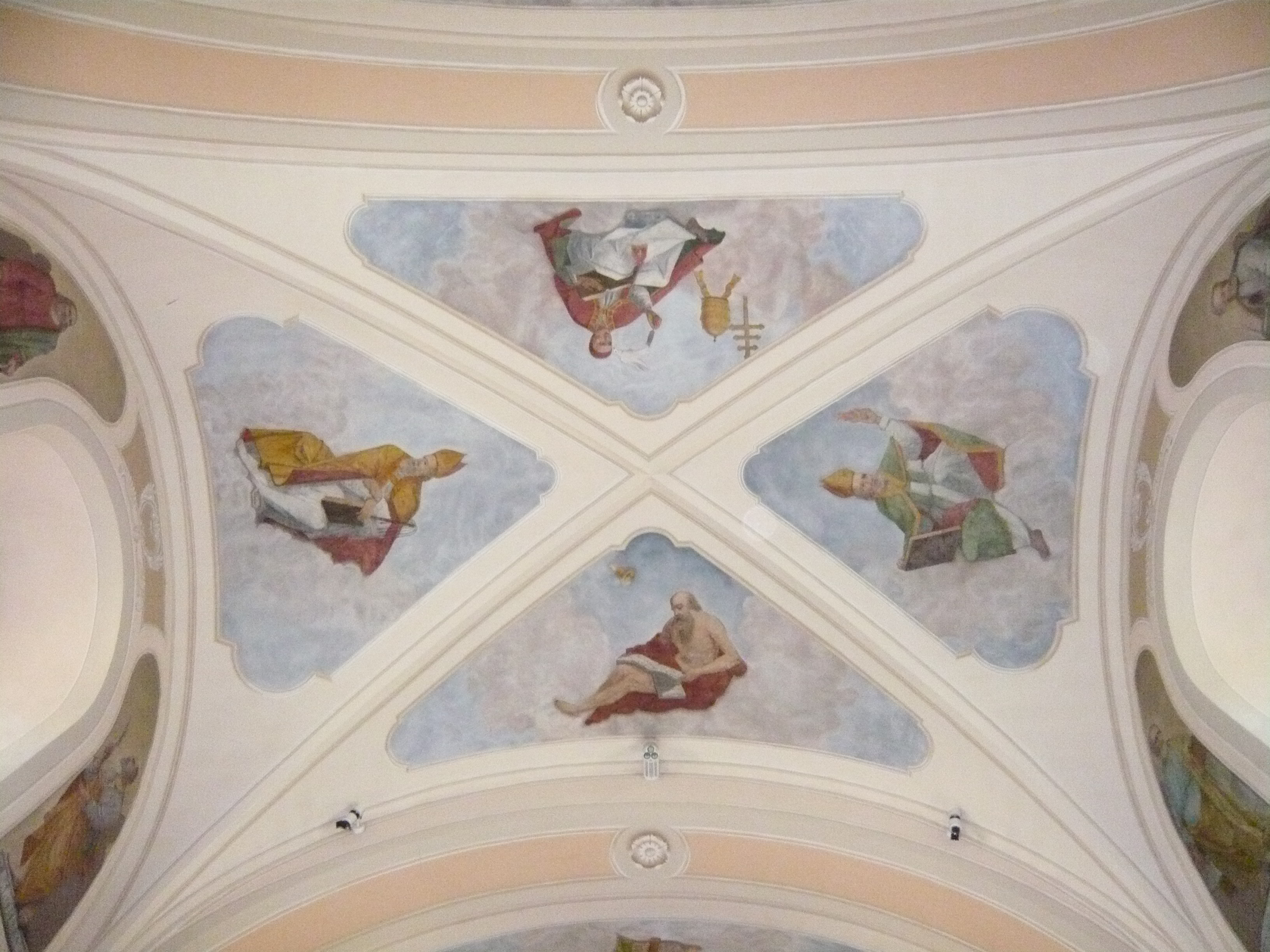
Les docteurs de l’Église.
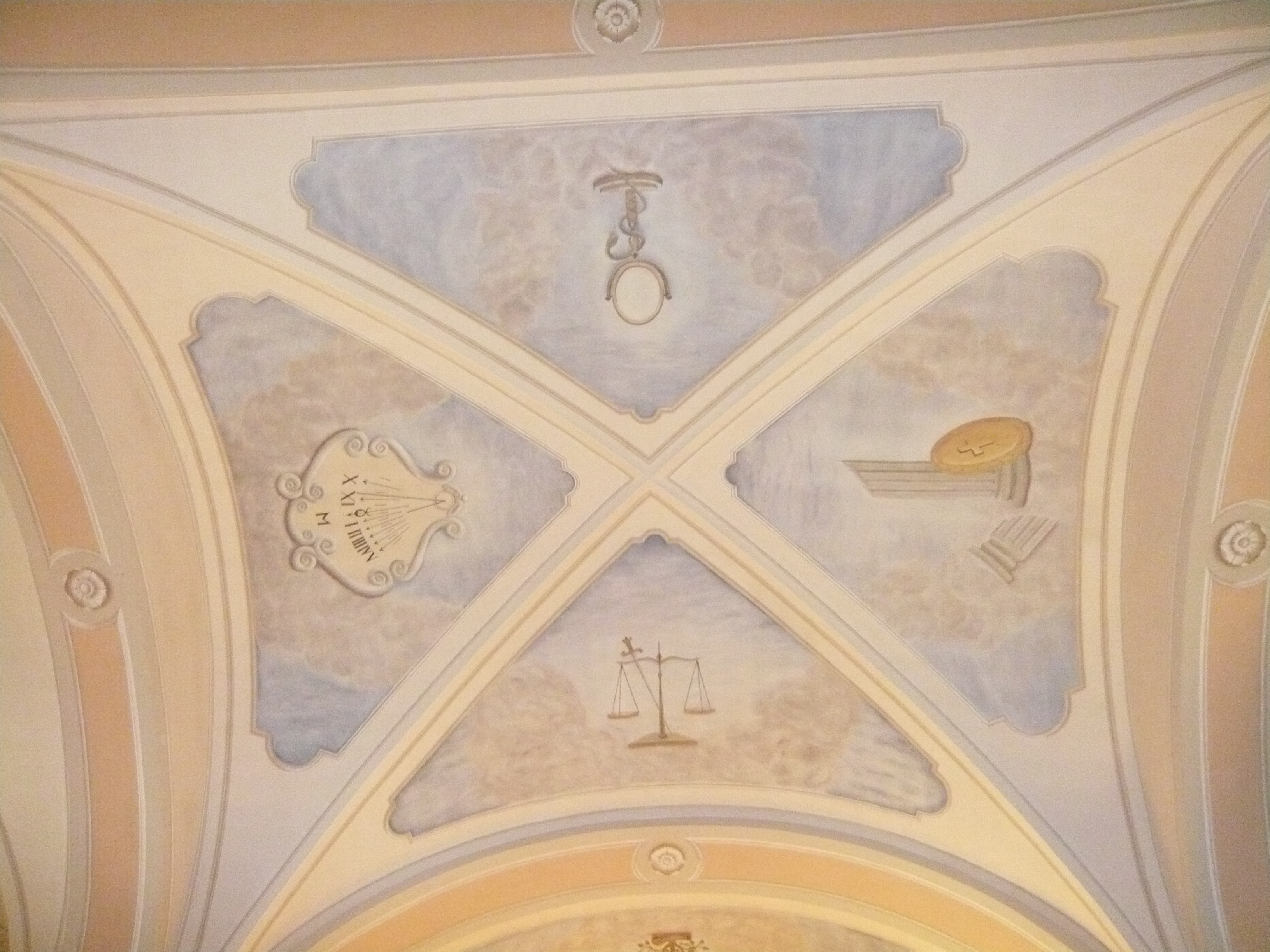
Les Vertus cardinales.
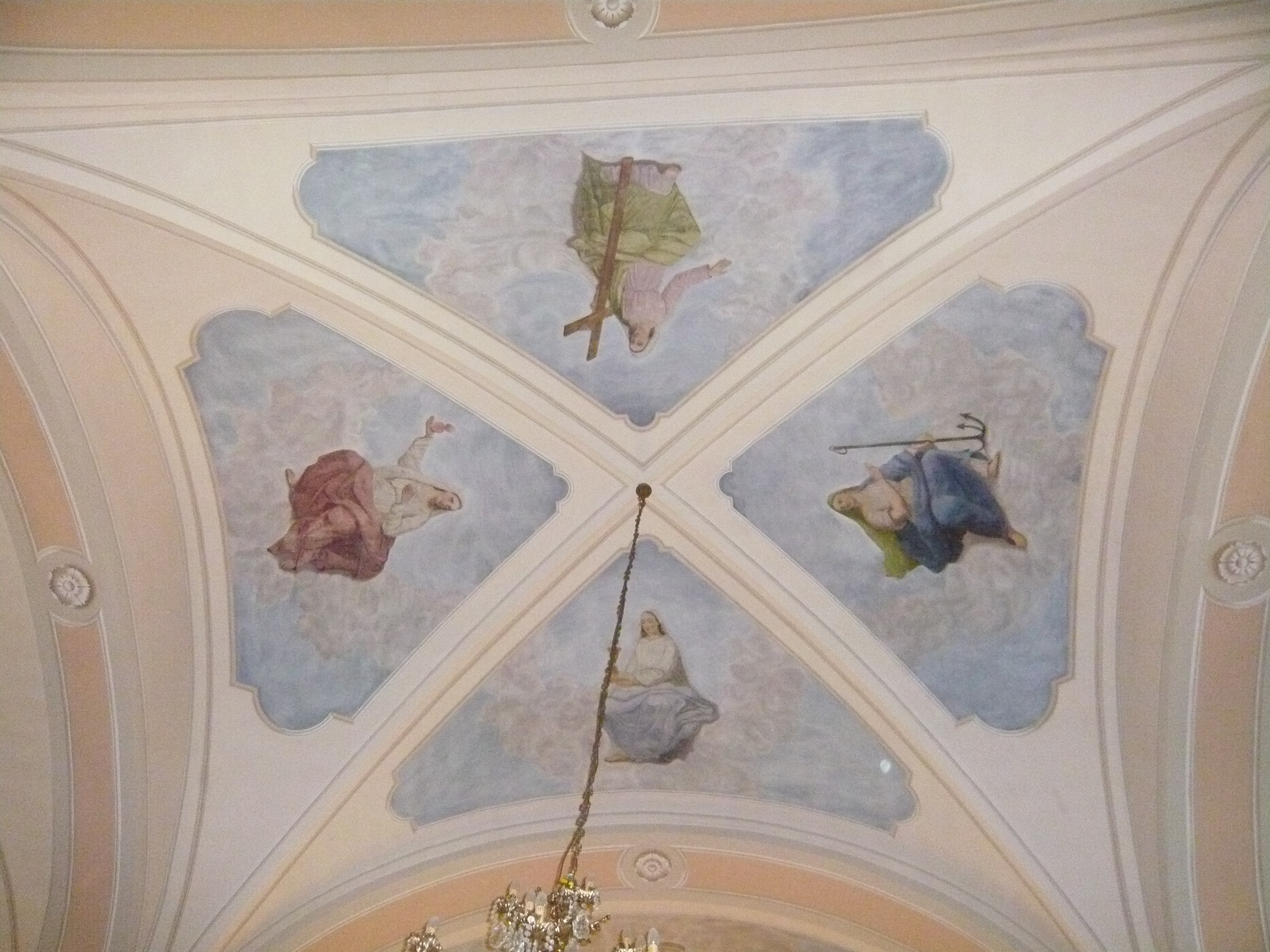
Les Vertus théologales.